# Luoqing Jiang
Luoqing Jiang är ett vattendrag i Kina. Det ligger i den autonoma regionen Guangxi, i den södra delen av landet, omkring 210 kilometer nordost om regionhuvudstaden Nanning.
Genomsnittlig årsnederbörd är 2 161 millimeter. Den regnigaste månaden är juni, med i genomsnitt 421 mm nederbörd, och den torraste är januari, med 53 mm nederbörd.